# Frederick W. True
Frederick William True (ur. 8 lipca 1858 w Middletown w stanie Connecticut, zm. 25 czerwca 1914) – amerykański biolog, pierwszy główny kustosz (1897–1911) we wchodzącym w skład Smithsonian Institution United States National Museum. Ze Smithsonian Institution był związany od 1881 roku aż do śmierci.